# Turf Moor
A Turf Moor egy labdarúgó-stadion Angliában, Burnley városában, melyben a Burnley FC játssza a hazai mérkőzéseit.